# Ricardo Sabadie
Ricardo Sabadie Ximenez (Sant Sebastià, 16 d'abril de 1926 - Sant Sebastià, 23 de novembre de 2009) fou un poeta i compositor basc, autor de l'himne de la Reial Societat de Sant Sebastià Txuri-urdin.
Cursà els seus estudis d'Harmonia i Composició amb Francisco Escudero. Entre les seves obres es pot trobar una suite simfònica en tres temps i un concert per a piano i orquestra, així com diverses obres corals. Ha dedicat diverses cançons a la seva ciutat natal i ha publicat alguns llibres de poemes. No obstant, el seu major èxit fou l'himne que dedicà al club local: el Txuri-urdin. Morí el 23 de novembre de 2009 a la seva ciutat natal, als 83 anys, sent vetllat en funeral l'endemà al tanatori de Zorroaga.